# SN 2014J
SN 2014J es una supernova tipo Ia en la Galaxia del Cigarro (Messier 82) descubierta a mediados de enero de 2014. Es la supernova de tipo Ia más cercana descubierta en los últimos 42 años. Fue descubierta por accidente durante una sesión de enseñanza de pregrado en el observatorio de la Universidad de Londres. SN 2014J es actualmente objeto de una intensa campaña de observación por astrónomos profesionales, y es lo suficientemente brillante para ser vista por los astrónomos aficionados.